# Critique interne
En exégèse, la critique interne est une méthode d'analyse des documents historiques, développée à partir du XIXe siècle par l’École dite « méthodique ». Elle est, avec la critique externe, un des deux types d'exercices de la critique textuelle.
Ce travail consiste en une collecte et collation des manuscrits, une analyse de contenu de leur texte par rapport aux conditions d'élaboration de ces textes, et aux méthodes et procédés employés par l’auteur pour transmettre l’information et défendre sa position. Cette mise en perspective du « quoi est dit ? » permet d'évaluer dans quelle mesure les informations identifiées dans le texte peuvent être considérées comme sincères et exactes.
La critique est dite « interne », dans le sens où elle se fait sans recoupement, en dehors de toute considération relative au contexte. Elle ne s'appuie en principe ni sur des recoupements par des sources externes, ni sur des hypothèses d'élaboration de l'œuvre. Elle ne porte que sur la forme qui transmet ce contenu : cohérence et logique du texte, aptitude des idées à retenir l'attention, rigueur de l'argumentation, choix des idées exposées, forme et style de la rédaction.
Il s’agit de « discerner dans le document ce qui peut être accepté comme vrai. Or le document n’est que le résultat dernier d’une longue série d’opérations dont l’auteur ne nous fait pas connaître le détail. Observer ou recueillir des faits, concevoir les phrases, écrire les mots, toutes ces opérations, distinctes les unes des autres, peuvent n’avoir pas été faites avec la même correction. Il faut donc analyser le produit de ce travail de l’auteur pour distinguer quelles opérations ont été incorrectes, afin de ne pas accepter les résultats. Ainsi l’analyse est nécessaire à la critique ; toute critique commence par une analyse. ».
La critique externe est une méthode d'analyse qui consiste à évaluer la valeur de chaque manuscrit en le datant à partir du type de support et du type d’écriture, en en déterminant sa provenance (attestation géographique), et en essayant de le situer dans la généalogie des manuscrits existants, à partir des similitudes et des différences qu’il entretient avec d’autres manuscrits connus (parenté généalogique).

## Altérations textuelles
La présence d'erreurs dans la Bible est à l'origine d'une science littéraire très développée, appelée critique textuelle. Ces erreurs, apportées par le scribe au moment de la retranscription des manuscrits, résultent d'altération textuelles involontaires (confusion graphique ou phonétique des lettres, mauvaise division d'un mot, omission d'un passage, métathèse, haplographie (en), dittographie (en)) ou volontaires (propension des copistes à ajouter des commentaires, à corriger les passages peu compréhensibles).
Pour les erreurs volontaires, les spécialistes de critique textuelle établissent des critères de qualité (lectio brevior potior, lectio difficilior potior…).